# Irene Stegun
Irene Ann Stegun, née le 9 février 1919 à Yonkers (État de New York) et morte le 27 janvier 2008 à Danbury (Connecticut), est une mathématicienne américaine. Elle est surtout connue pour son rôle dans la codirection, avec Milton Abramowitz, de l'ouvrage Handbook of Mathematical Functions with Formulas, Graphs, and Mathematical Tables paru en 1964.

## Biographie
Irene Stegun obtient une maîtrise en mathématiques de l'université Columbia en 1941. Elle est embauchée par le National Bureau of Standards (NBS) en 1943.
Elle devient adjointe de Milton Abramowitz, alors chef de l'équipe calcul du département de mathématiques appliquées du NBS. L'équipe menée par Abramowitz mène depuis 1938 un projet de compilation des propriétés de chaque fonction mathématique usuelle. À la mort d'Abramowitz après une attaque cardiaque en 1958, Irene Stegun prend la direction du projet qui se concrétise en 1964 par la publication du Handbook of Mathematical Functions with Formulas, Graphs, and Mathematical Tables. Elle est aussi l'auteur de deux chapitres (sur les polynôme de Legendre et sur des fonctions diverses).
Pour ce travail imposant, elle reçoit en 1965, la médaille d'or du département du Commerce dont dépend le NBS. En 1965, Stegun est nommée directrice par intérim de l'équipe calcul. Le Handbook est couramment appelé Abramowitz et Stegun.